# Gospodarstvo Asirije
Gospodarstvo Asirije bilo je vrlo konzervativno, te se vrlo sporo mijenjalo, kao i kod većine drevnih civilizacija. Promjene društvene strukture i ekonomskih procesa bile su rijetke, jer se smatralo kako se ne smije mijenjati ono što je kod prijašnjih naraštaja bilo uspješno. Tek kad se prijašnji sustav činio neučinkovitom, Asirija je počela razmišljati o njegovoj promjeni.

## Društveno ustrojstvo
Temeljna asirska društvena jedinica bilo je pleme, pa se i gospodarstvo odvijalo prvotno unutar plemena i u njegovu korist. Ova svijest o obitelji, rodu i plemenu bila je toliko jaka da su se i mrtvaci pokapali ispod poda kuća. Uz pleme, važna je bila i podjela na staleže, koja je bitno uvjetovala moć, bogatstvo i društveni položaj pojedinaca. Na vrhu je bio kralj, potom velikaši na raznim razinama, za njima izučeni radnici, te na dnu neizučeni radnici, koji su se pak dijelili na slobodnjake i robove.
Ropstvo međutim nije u Asiriji bilo tako prošireno kao što je to bio slučaj, primjerice, u Rimskom Carstvu. Premda su robovi predstavljali važnu radnu snagu, osobito u graditeljskim pothvatima, asirsko gospodarstvo nije ovisilo o robovskom radu. Postojale su dvije vrste robova: obični robovi dužnici i ratni zarobljenici. Robovi dužnici uživali su više povlastica, mogli su se ženiti sa slobdnim osobama, biti svjedoci na sudu, voditi poslove s ostalim robovima ili njihovim gospodarima, pa imati i svoje vlasništvo, tako da im je bilo moguće vratiti dugove i ponovno otkupiti slobodu. Ipak, kamate su bile toliko visoke da se vrlo lako postajalo robom, ali se vrlo teško iz toga stanja moglo otkupiti. S druge strane, ratni zarobljenici nisu imali nikakva prava i obavljali su najniže poslove, a jedina nada bio im je bijeg ili smrt.
Žena nije imala gotovo nikakvih prava, pa nije mogla obavljati ni ikakve poslove ili trgovinu. U svemu je ovisila o svome ocu, mužu, sinu ili bratu i o njihovu položaju u društvu. Smjela se baviti samo odgojem djece, kuhanjem i općim održavanjem kuće.

## Gradovi i poljoprivreda
Ogromna većina asirskoga stanovništva živjela je u gradovima, od kojih su najveći bili Ašur, Niniva, Arbela i Kalah. Procjenjuje se da je Kalah u najboljim danima mogao imati 62.000 stanovnika, a Niniva oko 120.000. Tako brojno stanovništvo nisu mogla prehranjivati okolna plodna područja, pa je valjalo naći novu obradivu zemlju, što je osobito vidljivo od 9. st. pr. Kr. Stoga je Ašur-nasir-pal II. počeo dovoditi strano stanovništvo u područja neobrađene zemlje, kako bi proizveli dovoljno hrane za stanovnike gradova.

## Dva gospodarska sustava
Kako se Asirija širila, tako se, vrlo polako, razvijao i gospodarski sustav. Ipak, sukladno i dvostrukom državnom uređenju (vidi: Državno uređenje Asirije), razvio se i dvostruki gospodarski sustav. Tako je središnji dio Asirije prošao kroz vrlo male promjene.

### U središnjoj Asiriji
Temelj gospodarstva ondje bila je poljoprivreda i stočarstvo, te trgovina. Budući da je područje redovitih padalina pokrivalo cijelu središnju Asiriju, a njegova se južna granica poklapala s južnom granicom zemlje, navodnjavanje nije predstavljalo veći problem. Usto, strateški položaj Ašura na prelasku preko Tigrisa učinilo ga je postajom na važnom trgovinskom pravcu između istoka i zapada. Stoga su se njegovi stanovnici od najranijeg razdoblja bavili trgovinom s drugim narodima.
Kralj je bio vlasnik sve zemlje, no u stvarnosti, on je kontrolirao samo dio teritorija, dok je ostalo pripadalo bogatim ustanovama poput hramova ili velikim obiteljima. Bilo je i dosta zemlje u vlasništvu pojedinaca. Često je zemlja bila povezana i s vojnom obvezom (ilku), pri čemu je pojedinac mogao koristiti zemlju, ali je zauzvrat morao ići u vojnu službu. Takva je zemlja imala nižu cijenu. U doba Novoasirskog Carstva mnogi su bogatiji pojedinci, umjesto vojne službe, počeli davati novac, što je omogućilo stvaranje plaćeničke vojske.
Novac je Asircima bio nepoznat i do njih je došao vjerojatno od Grka. Stoga je u starije doba sva trgovina bila u obliku robne razmjene ili davanja plemenitih metala u zamjenu za robu. Postojale su standardne mjere, osobito utezi koji su se i do danas sačuvali, najčešće u obliku životinja, a izrađeni od kamena ili metala. Na njima je bila klinopisom navedena njihova težina. Svi su se trgovački poslovi brižno zapisivali, pa je sačuvano na stotine glinenih pločica, većinom iz palača, s takvom dokumentacijom. Cijene su se formirale prema odnosu ponude i potražnje, a nema dokaza o nekoj državnoj kontroli nad cijenama.

### Na širem području Asirije
Gospodarsko ustrojstvo Asirskoga Carstva imalo je samo jedan cilj: obogaćenje središnje Asirije i posebice asirskoga dvora. Kralj nije bio zainteresiran za gospodarski razvoj šireg područja carstva. Osvojena su područja morala davati svoje godišnje namete. No, kako je raslo stanovništvo središnje Asirije povećavali su se i zahtjevi upućeni prema okolnim područjima. To je pak dovelo do nesigurnosti i gospodarskih problema. Postupno su gospodarstva šireg područja Asirskoga Carstva srozavana gotovo do uništenja, kako bi se održalo prividno blagostanje središnje Asirije. Čini se da je to bio jedan od važnijih čimbenika slabljenja i konačnog pada Asirskoga Carstva.